# 甘井镇 (合阳县)
甘井镇，是中华人民共和国陕西省渭南市合阳县下辖的一个乡镇级行政单位。

## 行政区划
甘井镇下辖以下地区：
甘井村、西阳村、佃头村、堡子村、同堤坊村、万年村、护难村、北伍中村、赵庄村、型庄村、北张庄村、龙泉村、麻阳村、武阳村、仙宫村、城村、孟村、赵家岭村、小村、城后村、西下坊村、朝阳村、休里村和杨村。